# 2015 en Norvège
Chronologie de la Norvège
- 2011
- 2012
- 2013
- 2014
- 2015
- 2016
- 2017
- 2018
- 2019

Cet article présente les faits marquants de l'année 2015 en Norvège ou relatifs à la Norvège.

## Gouvernance
- Harald V est roi de Norvège.
- Erna Solberg est la cheffe du gouvernement.

## Événements
- Le Prix Nobel de la paix est décerné au Quartet du dialogue national tunisien.
- Fruit d'une initiative des délégations de Norvège et d'Argentine[1] la Déclaration sur la sécurité dans les écoles est adoptée par 51 états.
- En 2015, la Norvège notifie son intention d'adopter une loi instaurant le paquet neutre auprès de l'Organisation mondiale du commerce (notification G/TBT/N/NOR/23 relatives aux barrières techniques au commerce)[2], afin de recueillir d'éventuelles observations formulées par d'autres pays membres de l'organisation.

## Sport
- La 3e édition de l'Arctic Race of Norway a eu lieu du 13 au 16 août 2015. La course fait partie du calendrier UCI Europe Tour 2015 en catégorie 2.HC.
- Le  meeting des Bislett Games 2015 se déroule le 11 juin 2015 au Bislett stadion d'Oslo, en Norvège. Il s'agit de la sixième étape de la Ligue de diamant 2015.
- La saison 2015 de Tippeligaen est la soixante-et-onzième édition du championnat de Norvège de football de première division. Les seize clubs de l'élite s'affrontent à deux reprises, une fois à domicile et une fois à l'extérieur. À l'issue de la compétition, les deux derniers du classement sont relégués en 1. divisjon, tandis que le club classé 14e doit disputer un barrage de promotion-relégation face au 3e de deuxième division.
- La 34e édition des Championnats du monde juniors de ski alpin se déroule du 5 mars 2015 au 14 mars 2015 à Hafjell en Norvège.
- La Norvège était présente aux Jeux européens de 2015, la première édition des Jeux européens, organisée à Bakou, en Azerbaïdjan.
- La 5e édition du Tour de Norvège a eu lieu du 20 au 24 mai 2015. La course fait partie du calendrier UCI Europe Tour 2015 en catégorie 2.HC.
- La 2e édition du Tour de Norvège féminin a lieu du 15 août au 16 août 2015. La course fait partie du calendrier UCI féminin en catégorie 2.2. Par ailleurs, un critérium est disputé en ouverture le 14 août. Il ne compte néanmoins pas pour le classement général.
- La 8e édition du Tour des Fjords a eu lieu du 27 au 31 mai 2015. La course fait partie du calendrier UCI Europe Tour 2015 en catégorie 2.1.

## Culture
- La Norvège a annoncé en 2014 sa participation au Concours Eurovision de la chanson 2015 à Vienne, en Autriche. Mørland et Debrah Scarlett, représentant la Norvège au Concours Eurovision de la chanson, sont annoncés le 14 mars 2015, à la suite de leur victoire lors de la finale nationale Melodi Grand Prix 2015 avec leur chanson A Monster Like Me[3].
- Back Home, ou Plus fort que les bombes au Québec (Louder Than Bombs), est un drame norvégio-franco-danois réalisé par Joachim Trier, sorti en 2015.
- The Crossing est un film documentaire norvégien écrit et réalisé par George Kurian et sorti en 2015.
- Every Thing Will Be Fine est un film dramatique germano-canado-norvégien en 3-D de Wim Wenders, sorti en 2015. Le film est présenté en février hors compétition lors de la Berlinale 2015[4],
- The Wave (Bølgen, littéralement « Vague ») est un film catastrophe norvégien réalisé par Roar Uthaug, sorti en 2015. Il s'inspire d'une histoire vraie sur un glissement de terrain provoquant un tsunami qui tua quarante personnes sur les rives du Tafjord et du Norddalsfjord en 1934[5].

## Naissances
- Naissance en Norvège en 2015

## Décès
- Décès en Norvège en 2015